# しずてつジャストライン相良営業所榛原車庫
しずてつジャストライン相良営業所 榛原車庫（しずてつじゃすとらいんさがらえいぎょうしょはいばらしゃこ）は、静岡県牧之原市にあるしずてつジャストライン相良営業所の車庫。なお、同車庫に設置されている停留所の名称は静波海岸入口、出札窓口の名称は榛原バス案内所、これらを含めた組織上の名称は相良営業所榛原支所である。

## 特徴
- 静波海岸への玄関口であり、静鉄グループ（静波リゾート開発）が運営する「静波リゾート スウィングビーチ」および「東急ハーヴェストクラブ静波海岸」の最寄り停留所である。また、2021年（令和3年）には日本初の本格的サーフィン専用ウェイブプール サーフスタジアム「SURF STADIUM」がオープンした。[1][2][3]
- JTB時刻表の鉄道地図では二重丸が付いており、市の代表駅（停留所）とされている。
- 静岡鉄道駿遠線の榛原町駅の跡地であり、同線の廃止後の1972年に静岡鉄道自動車部榛原営業所が開設され、バスターミナルとなった。
- 駿遠線廃止後も引き続き国鉄との連絡運輸業務を行い硬券の出札を行っていた。(廃止時期不詳)
- 現在の窓口は定期券、LuLuCa(ICカード)の販売・チャージ、高速路線の予約等の業務に限定され、乗車券の販売は行われていない。
- 2019年4月1日のダイヤ改正までは、特急静岡相良線の静岡方面の始発、朝方の相良方面の一部の便が静波海岸入口に置かれている車両を用いて、静波海岸始発で運行されていた。
- 牧之原市の広報誌である「広報まきのはら」が配布されている。

## 停車路線
新静岡駅、静岡駅、藤枝駅、島田駅、金谷駅と接続する路線が停車するほか、県外高速バスとして東京渋谷への乗り換え無しの直通が可能である。系統および主要停留所は次の通り。
- 特急静岡相良線
  - 新静岡 -  静岡駅前 - 静岡IC入口 - 吉田IC入口 - 片岡北 吉田特別支援学校 - 吉田町役場 -（榛原総合病院）- 静波海岸入口 - 相良営業所 - 浜岡営業所
- 藤枝相良線
  - 藤枝駅南口 - 高洲 - 大井川 - 遠州神戸 - 片岡北 吉田特別支援学校 - 吉田町役場 -（榛原総合病院）- 静波海岸入口 - 相良営業所
- 島田静波線
  - （島田市立総合医療センター）- 島田駅前 - 初倉 - 吉田IC入口 - 片岡北 吉田特別支援学校 - 川尻 - 住吉 - （榛原総合病院）- 静波海岸入口
- 勝間田線 [菊川市・島田市・牧之原市自主運行バス]
  - 金谷駅前  - 牧之原公園前 - 中 - 静波海岸入口
- 相良渋谷線(渋谷ライナー) 東急トランセと共同運行
  - 渋谷マークシティ - 東名御殿場 - 藤枝駅南口 - (富士山静岡空港) - 静波海岸入口 - 相良営業所

## 沿革
- 1915年（大正4年）9月18日 - 藤相鉄道の川崎町駅（遠州川崎駅）として開設。
- 1928年（昭和3年）6月9日 - 藤相鉄道が藤枝 - 相良間にバス路線を展開する輪栄舎を買収。[4]
- 1930年（昭和5年）6月 - 藤相鉄道が焼津自動車を買収し焼津駅・住吉線の免許を承継した。[5]
- 1934年の藤相鉄道時刻表には、川崎駅を起終点とする次の2路線の記録が残る。[6][7]
  - 焼津驛川崎間乗合自動車： 川崎 - 住吉 - 川尻 - 相川 - 大富 - 焼津駅
  - 川崎島田驛間乗合自動車： 川崎 - 住吉 - 川尻 - 島田駅
- 1943年（昭和18年）5月15日 - 戦時統合により静岡鉄道 遠州川崎駅となった。[8]
- 1955年（昭和30年）町村合併により榛原町が誕生し、駅名も遠州川崎町から榛原町駅に変更された。
- 1958年（昭和33年）6月5日 - 「菊川榛原線」の開設に伴い、新たに静波駅前（静波1391番地 現 榛原郵便局付近）に相良営業所榛原支所（静波車庫）が開設された。[9][10][11]
- 1961年（昭和36年）3月1日 - 榛原支所（榛原車庫）が静波西5丁目（榛原町静波2494番地 現 静波郵便局付近）[12]に移転し榛原町駅前停留所が移転し榛原車庫前停留所となった。[13]
- 1963年（昭和38年）7月6日 - 静岡鉄道の直営で静波海水浴場に「静鉄海の家」が開設され、[14]これに合わせて季節運行、座席指定の「静波海水浴場線」が開設されると共に、[15]榛原車庫前を起終点とする路線の一部の便が、季節運行で静波海水浴場まで乗り入れを開始した。[16]
- 1968年（昭和43年）8月21日 - 国道150号新道の開通に伴い静岡鉄道駿遠線が廃止、代行バス運行に転換され、代行バス新道経由の停車用に榛原町停留所が国道150号沿いの榛原町駅最寄りに設置された。一方、旧道経由の代行バスは在来路線と同様に榛原車庫前停留所を経由した。[17][18]
- 1972年（昭和47年) 7月7日 - 榛原支所が榛原町駅跡地に移転し、静岡鉄道自動車部榛原営業所が竣工した。榛原車庫前停留所は廃止され、営業所バスターミナルの名称は駿遠線の駅名を引継ぎ榛原町停留所となった。[14][19]なお、国道150号線沿いの榛原町停留所も代行バス「駿遠線」から「藤枝御前崎線」に統合された後も準急150号経由が廃止されるまで存続した。なお、車両運用上は引き続き相良営業所の支所であった。[20][21]
- 1986年（昭和61年）4月25日 - 海水浴シーズンに開設されていた「静鉄海の家」を、通年型のリゾート施設に転換するため、静鉄グループに静波リゾート開発株式会社が設立され、同年7月12日に「静波リゾート スウィングビーチ」が開業した。以降、業績好調を受け増床が計画され、東急不動産が全国展開する会員制リゾートホテルが誘致されることとなった。[22][23]
- 1991年（平成3年）11月 - 「静波リゾートスウィングビーチ」の施設内に「東急ハーヴェストクラブ静波海岸」が開業した。[23]
- 1990年代末期～2000年代初頭 時期不詳 榛原営業所が廃止され再び榛原支所となった。給油施設や貸切バス・ツアー営業窓口等は閉鎖されたが車庫としての機能は残され、営業所社屋は乗務員休憩所と出札窓口として引き続き使用された。[24]
- 2002年（平成14年）10月1日 - バス事業の分社化により、静岡鉄道自動車部榛原支所からしずてつジャストライン榛原支所として営業を開始した。
- 2005年（平成17年）10月11日 - 榛原町と相良町の合併によって牧之原市が誕生し、これに伴い停留所の名称が榛原町から静波海岸入口に変更された。
- 2008年（平成20年）9月1日 - 静岡成田空港線の開業を機に高速バス利用者専用の予約制パークアンドライド駐車場が開設されたが、現在は県道235号新道整備に伴う周辺の区画整理工事により閉鎖されている。[25]
- 2009年（平成21年）2階建ての旧営業所社屋が解体され、1階建ての乗務員休憩所と出札窓口（榛原バス案内所）を兼ねた施設に建て替えられた。3月28日から榛原バス案内所の営業を再開した。
- 2011年（平成23年）頃 時期不詳 - 敷地奥の鉄骨トラス構造の車庫が解体された。